# 円周群
数学における円周群（えんしゅうぐん、英: circle group; 円群）とは、絶対値 1 の複素数（単位複素数）全体（つまり複素数平面上の単位円）
のなす乗法群のことである。記号で
{\displaystyle \mathbb {T} =\{z\in \mathbb {C} :|z|=1\}}
と表し、(T, ×) はアーベル群 C× の部分群である。
円周群は複素 1次ユニタリ行列全体のなす群 U(1) と見ることもできて、これは複素数平面上で原点中心の回転として作用する。
円周群は角 θ による媒介変数表示が可能で、写像
{\displaystyle \theta \mapsto z=e^{i\theta }=\cos \theta +i\sin \theta }
は円周群に対する指数写像となる。
円周群はポントリャーギン双対性において中心的な役割を果たし、あるいはリー群論においても重要である。
円周群 T の回転群としての解釈は、標準位相に関して円周群が一次元トーラスに位相群として同型であるという事実に発する。より一般に、T の n重直積群 Tn は幾何学的に n次元トーラスである。

## 位相構造
円周群は単に抽象代数的対象であるだけでなく、複素数平面の部分空間としての自然な位相を持つ。乗法および反転が C× 上の連続写像となることから、円周群は位相群の構造を持つ。さらに、単位円は複素数平面の閉集合であるから、円周群は位相群としての C× の閉部分群となる。
もっと言えば、円周群は一次元実多様体で、乗法および反転は円周群上の実解析的写像となるから、円周群はリー群の実例としての一径数群の構造を持つ。実はこれは、同型を除いて唯一の一次元コンパクト連結リー群である。さらに、任意の n次元コンパクト連結可換リー群は Tn に同型となる。

## 位相群の同型
円周群は数学的に様々な形でその姿を明らかにする。よく知られた形のうちのいくつかを以下に挙げよう。特に知るべきは位相群の同型
{\displaystyle \mathbb {T} \cong \mathbb {U} (1)\cong \mathbb {R/Z} \cong \operatorname {SO} (2)}
である。斜線 / は剰余群を表している。
1次ユニタリ行列全体の成す集合は円周群に一致する。つまり、円周群は一次のユニタリ群に自然同型である。
純虚指数函数は実数の加法群 R から円周群 T への群準同型 exp: R → T
{\displaystyle \theta \mapsto e^{i\theta }=\cos \theta +i\sin \theta }
を与える。最後の等号はオイラーの公式である（あるいは複素指数函数を参照）。この実数 θ は単位円上で正の実軸から反時計回りに測った弧度法による角度に対応するものである。単位複素数同士の乗法は角度の和になるという事実：
{\displaystyle e^{i\theta _{1}}e^{i\theta _{2}}=e^{i(\theta _{1}+\theta _{2})}}
により、上記の群準同型写像は同相である。またこの指数写像は明らかに R から T への全射となるが、単射でなく、準同型の核は 2π の整数倍全体の成す集合となるから、第一同型定理により
{\displaystyle \mathbb {T} \cong \mathbb {R} /2\pi \mathbb {Z} }
を得る。角度にスケール変換を施せば T ≅ R/Z も同様に言える。
複素数は実二次正方行列としても実現できる（複素数#行列表現を参照）。そのとき単位複素数は行列式 1 の直交行列に対応する。具体的には
{\displaystyle e^{i\theta }\longleftrightarrow {\begin{pmatrix}\cos \theta &-\sin \theta \\\sin \theta &\cos \theta \end{pmatrix}}}
と対応する。したがって、円周群は二次の回転群 SO(2) に同型である。この同型を幾何学的に解釈すれば、単位複素数による乗法は複素数平面上の通常 (proper) の回転を与え、またそのような回転はこの形に書けるということを表している。

## 性質
次元が 0 より大きい任意のコンパクトリー群 G は円周群に同型な部分群を含む。これは対称性の言葉で言えば、連続的に作用するコンパクト対称変換群は、一径数円周群の作用を含むことが期待できるということを意味する。
円周群は部分群を多く持つが、真の閉部分群は 1 の冪根からなる部分群に限られる。すなわち、各正整数 n に対する 1 の n乗根全体の成す集合は位数 n の巡回群となり、そのような部分群は同型を除いて一意に決まる。

## 表現
円周群の表現は容易に記述できる。それはアーベル群の既約複素表現が必ず一次元であるというシューアの補題から得られるものである。円周群はコンパクトであるから、任意の表現 ρ: T → GL(1, C) = C× は U(1) = T に値を取らなければならない。したがって円周群の既約表現とは単に、円周群上の位相群の自己準同型のことに他ならない。実はそのような準同型は
{\displaystyle \varphi _{n}(e^{i\theta })=e^{in\theta }\quad (n\in \mathbb {Z} )}
の形であり、これらの表現は全て同値でない。また表現 φ−n は φn の共軛表現である ({\displaystyle \varphi _{-n}={\overline {\varphi }}_{n}})。これらの表現はちょうど円周群上の指標であり、したがって明らかに T の指標群は φ1 の生成する無限巡回群である:
{\displaystyle \operatorname {Hom} (\mathbb {T} ,\mathbb {T} )\cong \mathbb {Z} .}
円周群の既約実表現は自明表現（これは一次元）と、回転
{\displaystyle \rho _{n}(e^{i\theta })={\begin{pmatrix}\cos n\theta &-\sin n\theta \\\sin n\theta &\cos n\theta \end{pmatrix}}\in SO(2)\quad (n\in \mathbb {Z} ^{+})}
で尽くされる。ここで、n を正整数としているのは、ρ−n は ρn と同値だからである。

## 抽象群構造
本節では位相構造を考えない単に代数的な群としての円周群の構造について扱う。
円周群 T は可除群である。そのねじれ部分群は任意の正整数に亙る 1 の冪根全体の成す集合として与えられ Q/Z に同型である。可除群の構造定理と、選択公理を用いれば、T が Q/Z と適当な数の Q のコピーとの直和に同型となることが分かる。このときの Q のコピーの数は（直和群の濃度が正しくなるためには）連続体濃度 𝖈 でなければならないが、Q の連続体濃度 𝖈 個のコピーの直和は R に同型（R が Q 上の 𝖈-次元ベクトル空間であるのと同様）なのだから、代数的な群の同型
{\displaystyle \mathbb {T} \cong \mathbb {R} \oplus (\mathbb {Q/Z} )}
を得る。同様にして、同型
{\displaystyle \mathbb {C} ^{\times }\cong \mathbb {R} \oplus (\mathbb {Q/Z} )}
も証明できる（C× もまた加除アーベル群で、そのねじれ部分群は T のねじれ部分群と同一であることによる）。

## 関連文献
- Hua Luogeng (1981) Starting with the unit circle, Springer Verlag, ISBN 0-387-90589-8.